# L'animale
L'animale (укр. «Звір») — збірник пісень на двох дисках італійського співака та кіноактора Адріано Челентано, випущений в листопаді 2008 року під лейблом «Clan Celentano».

## Про збірник
«L'Animale» включає в себе «Canzoni d'amore» («Пісні про кохання») і «Canzoni contro» («Пісні проти»). Всього до CD-збірки увійшли 29 композицій, серед них і дві раніше не опубліковані пісні. 
Одна з них, «Sognando Chernobyl» («Сни про Чорнобиль»), про Чорнобильську катастрофу, написана Челентано. До неї був знятий 11-хвилинний музичний кліп, який показує наслідки Чорнобильської аварії. У своєму інтерв'ю газеті «La Stampa» співак зазначив, що приводом для написання цієї композиції стало «відверте безвідповідальне рішення уряду про будівництво нових атомних електростанцій».
Друга нова пісня, «La cura» («Оберіг»), — це кавер-версія на однойменну композицію іншого італійського співака, Франко Баттіато. За словами Челентано, цей альбом розкриває дві сторони його душі — Любов і Протест.
Альбом посідав 5 позицію в італійському чарті протягом 2008/09 років.